# Crèvecœur-le-Grand
Crèvecœur-le-Grand település Franciaországban, Oise megyében. Lakosainak száma 3458 fő (2022. január 1.). Crèvecœur-le-Grand Blicourt, Catheux, Francastel, Le Gallet, Hétomesnil, Lihus, Rotangy és Viefvillers községekkel határos.

## Népesség
A település népességének változása:
| Lakosok száma | 3539 | 3690 | 3535 | 3519 | 3503 | 3472 | 3462 | 3458 |
|               | 2015 | 2016 | 2017 | 2018 | 2019 | 2020 | 2021 | 2022 |